# Mamostong Kangri
Mamostong Kangri o Mamostang Kangri és, amb 7.516 msnm, la muntanya més alta de la remota Rimo Muztagh, una serra que forma part e la gran serralada del Karakoram, a l'estat de Jammu i Caixmir de l'Índia, prop de la frontera amb la Xina. És a uns 30 km a l'est sud-est de la glacera de Siachen. És la 48a muntanya més alta del món, amb una prominència de 500 metres.
Les glaceres de South Chong Kumdan, Kichik Kumdan (Thangman), Mamostong i South Terong tenen la seva capçalera als peus del Mamostong Kangri.
Mamostong Kangri no ha estat mai una muntanya gaire visitada per culpa de la seva remota situació i, sobretot, per la inestabilitat política de la zona. La primera exploració europea del cim fou el 1907 per part d'Arthur Neve i D. G. Oliver. La primera ascensió no va arribar fins al 1984, i va anar a càrrec d'una expedició indo-japonesa per l'aresta nord-est després d'una difícil aproximació. La cordada que va fer cim estava composta per N. Yamada, K. Yoshida, R. Sharma, P. Das i H. Chauhan.
L'Himalayan Index enumera quatre altre ascensions, però dues d'aquestes poden fer referència a la mateixa expedició.